# Luiz Paulo Corrêa da Rocha
Luiz Paulo Corrêa da Rocha ComMM (Rio de Janeiro, 26 de dezembro de 1945) é um engenheiro civil e político brasileiro filiado ao PSD, atual deputado estadual do Rio de Janeiro há cinco mandatos. Pelo mesmo estado, foi também vice-governador.

## Biografia
Luiz Paulo nasceu no bairro do Engenho de Dentro, na Cidade do Rio de Janeiro. É engenheiro civil, formado na UFRJ, com mestrado em transporte pela Coppe. Em 1984 teve a oportunidade de fazer um curso de aperfeiçoamento em construção de estradas no Japão, patrocinado por aquele país. Em seguida, concluiu um curso de projetos de estradas por computador, no renomado Instituto Militar de Engenharia. Ainda durante sua vida acadêmica, Luiz Paulo foi professor de topografia e de engenharia civil.
No Governo do Estado, exerceu a função de engenheiro e entre 1988/89 assumiu a Direção Geral de Obras. Na prefeitura do Rio de Janeiro, assumiu três pastas: a Secretaria de Obras, a de Urbanismo e Meio Ambiente, e a de Transporte.
Entre 1995 e 1998, foi vice-governador na gestão Marcello Alencar. Nesse período respondeu pela Secretaria de Obras, Chefia da Casa Civil e pela Coordenadoria de Infraestrutura. Em diversos períodos foi governador em exercício. Em 1996, Rocha foi admitido pelo presidente Fernando Henrique Cardoso à Ordem do Mérito Militar no grau de Comendador especial. Em 1998, com a desistência de Marcello a disputar a reeleição, foi candidato ao Governo do Estado pelo PSDB, terminando em terceiro lugar conquistando mais de um milhão de votos. Após não conseguir se eleger vereador em 2000, foi eleito deputado estadual em 2002, exercendo o seu quinto mandato.
Nas eleições de 2008, foi candidato a vice-prefeito do Rio de Janeiro na chapa de Fernando Gabeira, do PV, que acabou derrotado no segundo turno para Eduardo Paes. Posteriormente, foi reeleito deputado estadual em 2010, 2014 e 2018 - nesta última, com 49.012 votos.. Presidiu a Comissão de Tributação, Controle da Arrecadação Estadual e de Fiscalização dos Tributos Estaduais e presidiu a Comissão Parlamentar de Inquérito (CPI) que investigou as causas e os efeitos da tragédia causada pelas chuvas na Região Serrana.
Em abril de 2015, em polêmica votação, foi um dos parlamentares a votar a favor da nomeação de Domingos Brazão para o Tribunal de Contas do Estado do Rio de Janeiro, nomeação esta muito criticada na época. No dia 20 de fevereiro de 2017, votou contra a privatização da CEDAE.
Em 17 de novembro de 2017, votou pela manutenção da prisão dos deputados Jorge Picciani, Paulo Melo e Edson Albertassi, denunciados na Operação Cadeia Velha, acusados de integrar esquema criminoso que contava com a participação de agentes públicos dos poderes Executivo e do Legislativo, inclusive do Tribunal de Contas, e de grandes empresários da construção civil e do setor de transporte.
É um dos autores da lei que acabou com a vistoria veicular no Estado do Rio de Janeiro. 
Em 24 de agosto de 2020, ele entrou com o pedido de desfiliação do PSDB após 27 anos de filiação, devido a mudança da linha política do partido. Foi um dos autores do processo de impeachment de Wilson Witzel. Em 23 de setembro de 2020, votou a favor do Processo de impeachment de Wilson Witzel, por acusações de desvio de dinheiro público e compras na área da saúde durante o combate à COVID-19. 

## Controvérsias

### Relatório sobre transações bancárias suspeitas
Em dezembro de 2018, veio à tona um relatório de 422 páginas do Conselho de Controle de Atividades Financeiras (Coaf) que havia sido anexado pelo Ministério Público Federal à investigação que origem à Operação Furna da Onça e que ganhou grande repercussão nacional por envolver um ex-assessor parlamentar de Flávio Bolsonaro, filho do presidente Jair Bolsonaro. O documento reúne informações a respeito de operações bancárias de 75 funcionários e ex-servidores da Assembleia Legislativa do Estado do Rio de Janeiro (Alerj) citadas em comunicados sobre transações financeiras suspeitas. As operações suspeitas, que envolvem pessoas que trabalham ou trabalharam em 20 gabinetes de deputados estaduais do Rio de Janeiro de diferentes matizes ideológicas, totalizam mais de R$ 207 milhões.
O relatório do Coaf apontou que funcionários do gabinete de Luiz Paulo na Alerj movimentaram um total de R$ 7,1 milhões entre janeiro de 2016 e janeiro de 2017. Por meio de sua assessoria de imprensa, Luiz afirmou que cumpre um mandato íntegro, que confia em seus assessores, que as movimentações financeiras de seus assessores se referem a vida pessoal de cada um e que seus assessores o informaram que têm como comprovar a movimentação financeira de suas contas. Já o Ministério Público Federal, em nota, esclareceu que nem todas as movimentações atípicas citadas no documento seriam, necessariamente, ilícitas.
No dia 5 de julho de 2019, o Subprocurador-Geral de Justiça de Assuntos Criminais e Direitos Humanos, conforme Ofício GAB/SUB-CRIMDH n° 143/2019, aprovou e encaminhou para publicação o arquivamento do procedimento criminal baseado nas informações do COAF, concluindo não ter sido identificadas movimentação bancária atípicas ou evolução patrimonial incompatível a justificar o prosseguimento das investigações consoante procedimento MPRJ N.º 2018.00452194.